# Dermival Almeida Lima
Dermival Almeida de Lima, conocido simplemente como Baiano, (Capim Grosso, Bahía, 28 de junio de 1978) es un futbolista brasileño. Juega de defensa en el Paulista FC de Brasil.

## Trayectoria
Inició su carrera en el Santos FC de Brasil. Posteriormente pasó por Matonense y Vitória, ambos del mismo país. En 2000 iría al fútbol español, más exactamente a Las Palmas. Debido a un problema relacionado con unos pasaportes falsos, el jugador actuó desde mediados de 2001 en el Atlético Mineiro de su país, cedido por Las Palmas. Regresaría al club español en el 2002 y estaría allí hasta finales de 2003.
Posteriormente volvería a Brasil, más exactamente al Palmeiras, en donde jugaría hasta finales de 2004, cuando se anunció su traspaso al Boca Juniors. Debutaría en el cuadro argentino el 18 de enero de 2005 en un partido contra San Lorenzo. Baiano estaría en Boca Juniors hasta mediados de 2005.
Luego de su salida del Boca Juniors volvería al Palmeiras. A comienzos de 2006 migró al fútbol ruso, en donde actuaría con el Rubin Kazan, de la Liga Premier de ese país. En 2007 volvería a Brasil, actuando durante el primer semestre con el Náutico y durante el segundo semestre con el club en el cual debutó, el Santos FC.
En julio de 2008 llegaría al Fortaleza, de la Segunda división brasilera. A mediados de septiembre de nuevo jugaría en primera división, esta vez con el Vasco da Gama, cargando un notable sobrepeso. A finales de ese año, el jugador fue contratado por el Atlético Nacional. Al término de la temporada 2009, salió del cuadro colombiano. En el 2010 pasó al Paulista F.C de Brasil de la cuarta división del Campeonato Brasileño de Fútbol.

## Selección nacional
Solo ha sido internacional con la selección de fútbol de Brasil en la categoría sub-23. Fue titular en el Torneo Preolímpico Sudamericano Sub-23 de 2000, disputado en Londrina y del cual Brasil se coronaría campeón.

## Clubes
| Club                  | País      | Año       |
| --------------------- | --------- | --------- |
| Santos                | Brasil    | 1996-1998 |
| Matonense             | Brasil    | 1999      |
| Vitória               | Brasil    | 1999      |
| Las Palmas            | España    | 2000-2001 |
| Atlético Mineiro      | Brasil    | 2001-2002 |
| Las Palmas            | España    | 2002-2004 |
| Palmeiras             | Brasil    | 2004      |
| Boca Juniors          | Argentina | 2005      |
| Palmeiras             | Brasil    | 2005-2006 |
| Rubín Kazán           | Rusia     | 2006-2007 |
| Náutico               | Brasil    | 2007      |
| Santos                | Brasil    | 2007      |
| Fortaleza             | Brasil    | 2008      |
| Vasco da Gama         | Brasil    | 2008      |
| Atlético Nacional     | Colombia  | 2009      |
| Paulista F.C          | Brasil    | 2010      |
| Guarani Futebol Clube | Brasil    | 2010      |
| Paulista FC           | Brasil    | 2011-     |

## Palmarés
| Título        | Club   | País   | Año  |
| ------------- | ------ | ------ | ---- |
| Copa Conmebol | Santos | Brasil | 1998 |